# Dresdner Stadtfest
Das Dresdner Stadtfest, seit 2014 unter dem Namen Canaletto – Das Dresdner Stadtfest, ist nach Angaben des bzw. der Veranstalter das größte Stadtfest Deutschlands. Es findet üblicherweise am vorletzten Wochenende im August mit der feierlichen Eröffnung am Freitagabend im Zentrum der sächsischen Landeshauptstadt Dresden statt. Mit rund 650.000 Besuchern an drei Tagen wurde 2023 ein neuer Besucherrekord erzielt.

## Geschichte

### Erste Planungen

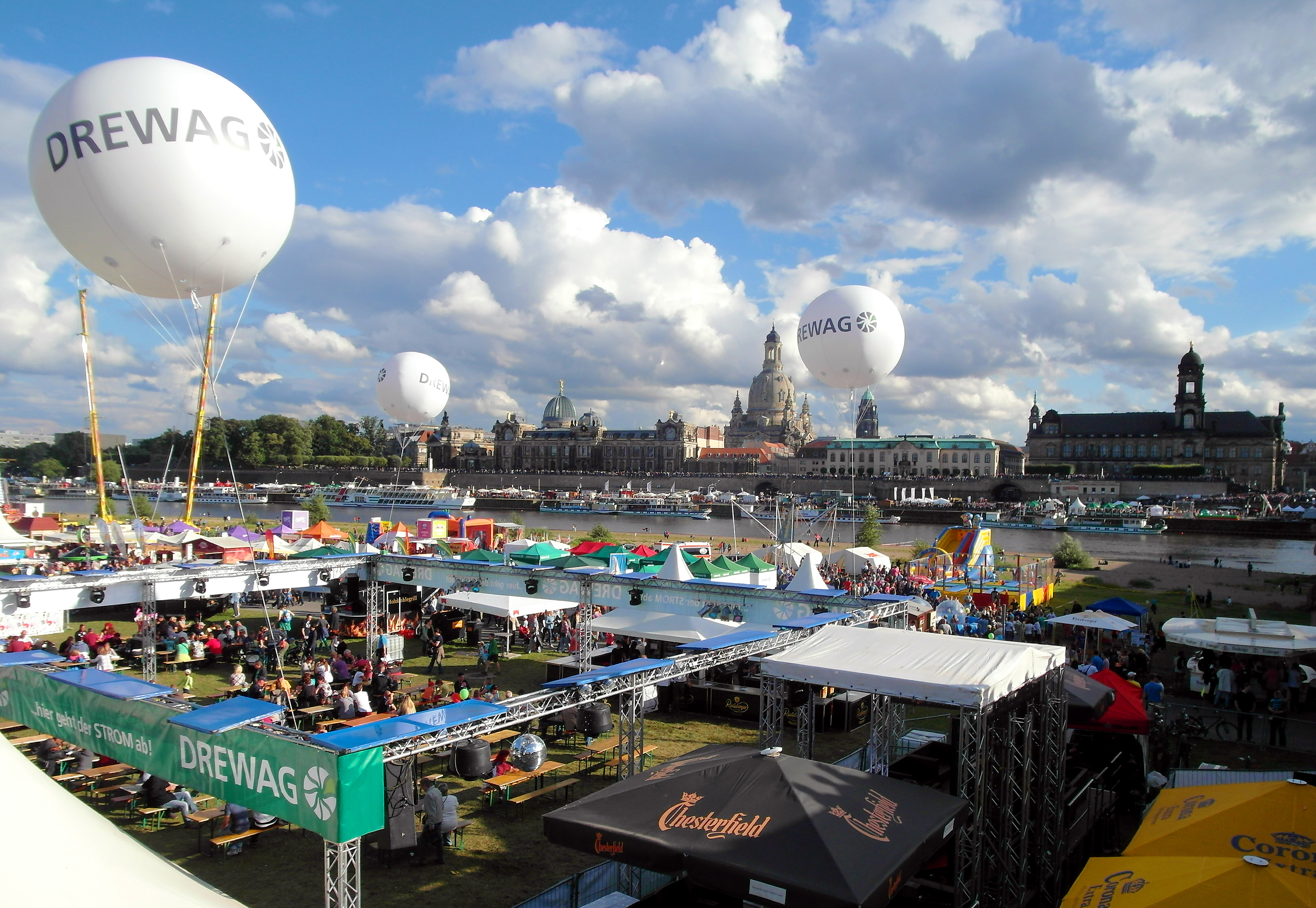
Areal am Königsufer 2014

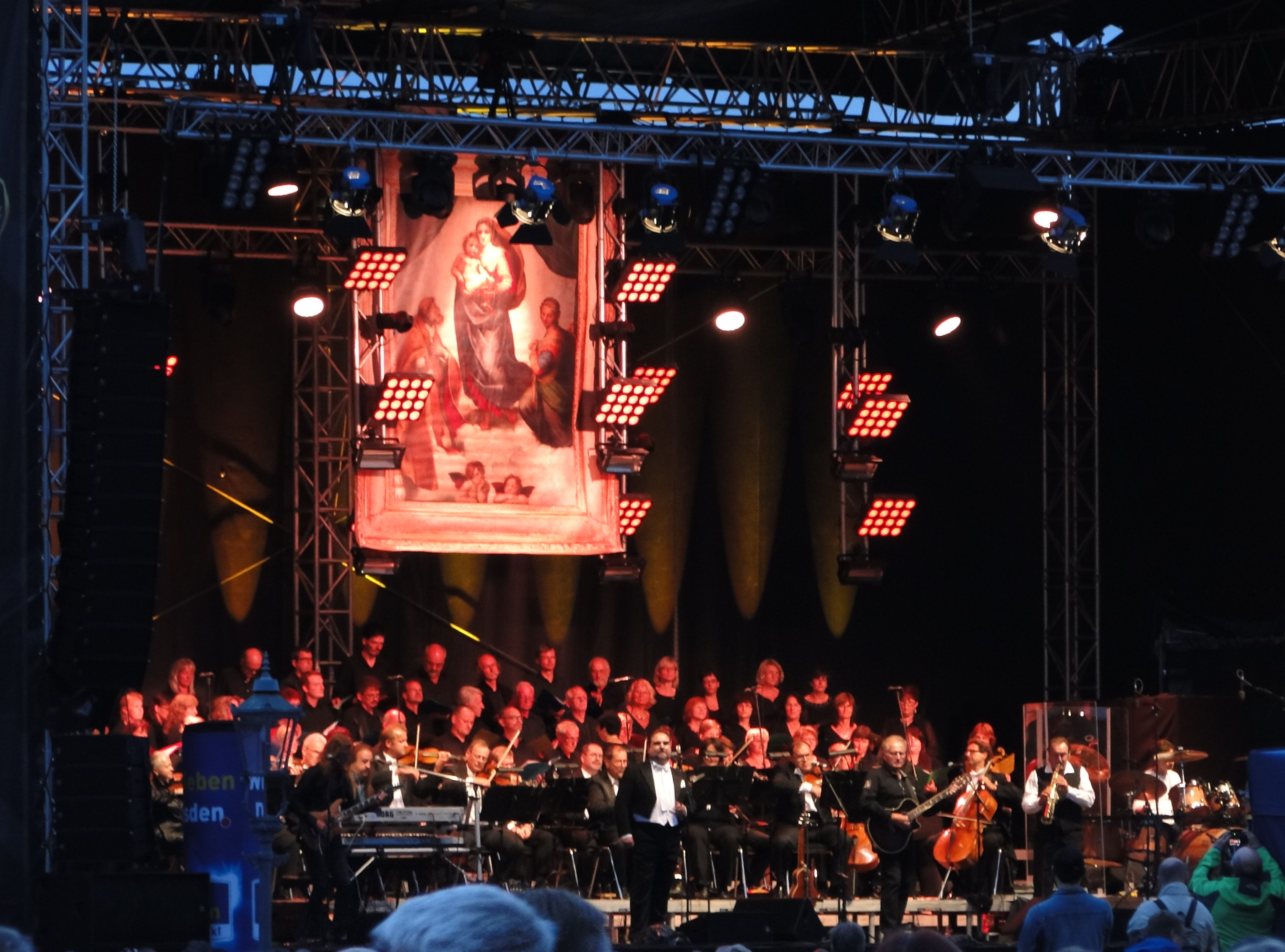
Erste Open-Air-Aufführung der Sixtinischen Madonna durch electra beim Stadtfest 2014

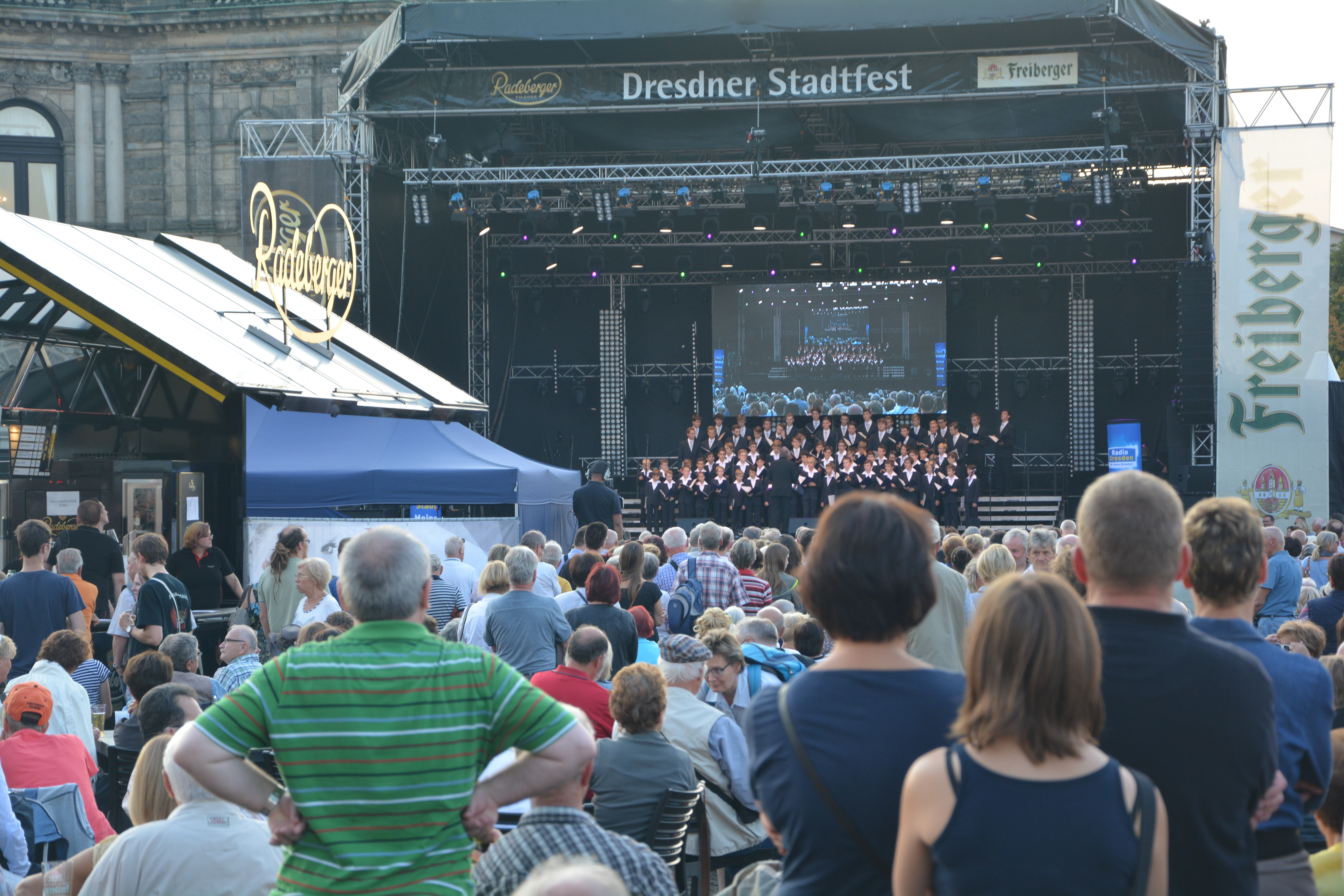
Der Kreuzchor bei der Stadtfesteröffnung 2016 auf dem Theaterplatz anlässlich 800 Jahre Kreuzchor

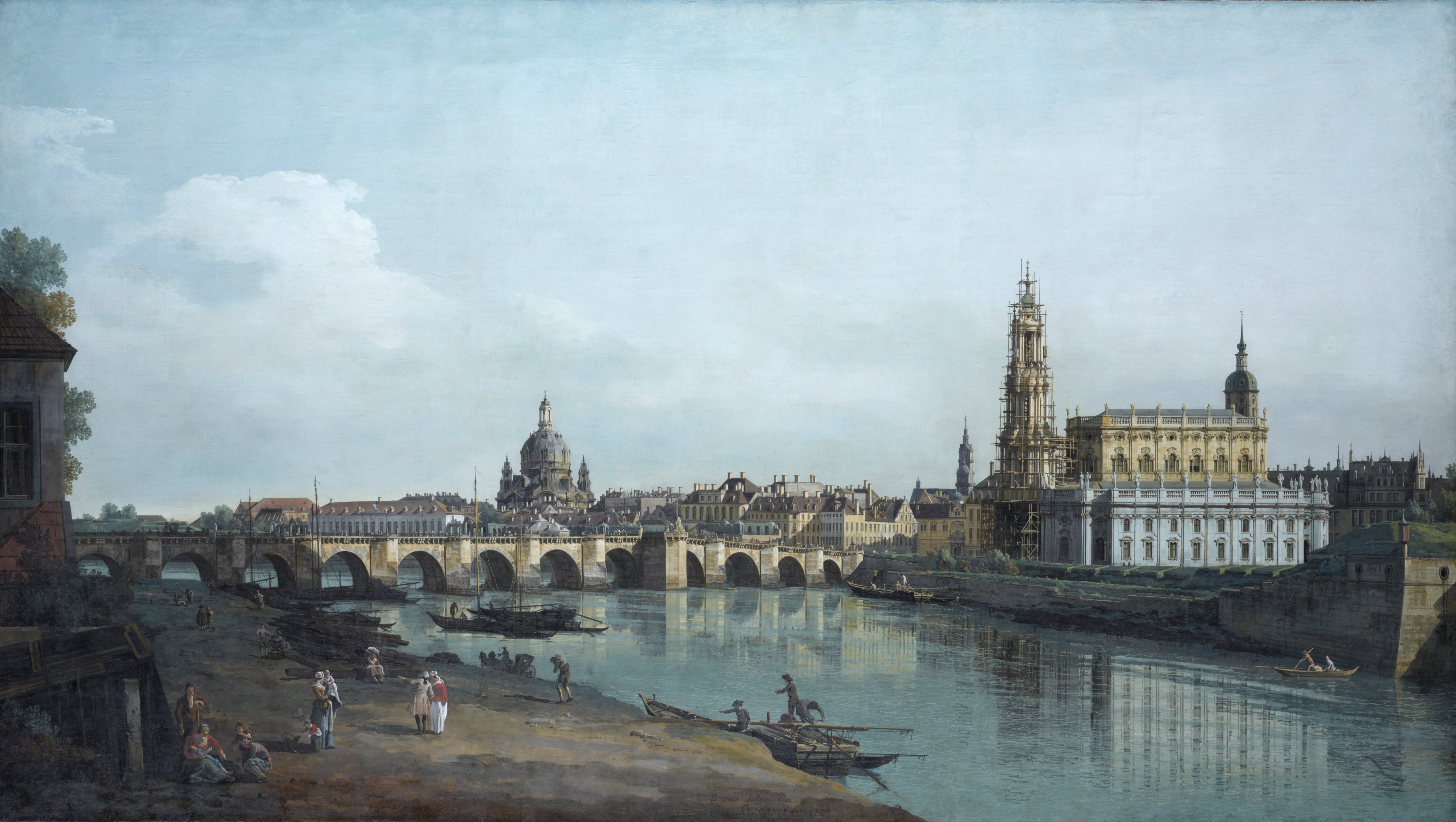
Dresden vom rechten Elbufer unterhalb der Augustusbrücke („Canaletto-Blick“) von Bernado Bellotto, genannt Canaletto, seit 2014 Namensgeber des Dresdner Stadtfestes

Bereits Mitte der 1990er-Jahre gab es erste Überlegungen, in der Sommerzeit in Dresden ein Stadtfest zu veranstalten. Zu der Zeit existierten verschiedene Stadtteilfeste, unter anderem seit 1990 die Bunte Republik Neustadt im Juni und seit 1991 zwischen Loschwitz und Pillnitz das Elbhangfest, das am letzten Juni-Wochenende durchgeführt wurde. „Trotz vieler Bemühungen einzelner Kulturinitiativen klaffe aber noch immer ein Sommerloch; besonders im Stadtzentrum fehlten die ganz großen Attraktionen“, urteilte die Dresden Werbung und Tourismus GmbH 1996. Ein Ziel war unter anderem, Dresden zur Sommerzeit für internationale Gäste attraktiver zu machen. Vom 15. bis 24. August 1997 fand in der Innenstadt ein erstes Stadtfest unter dem Motto Fest der Sinnesfreuden. Dresden im August mit August statt, das Gastronomie und Kleinkunst verband. Anlass des Festes war das dreihundertjährige Jubiläum der Krönung des sächsischen Kurfürsten Friedrich August I. (August der Starke) zum König von Polen. Bereits im Januar 1997 war beschlossen worden, zukünftig jährlich ein Dresdner Stadtfest durchzuführen. Organisator wurde der Verein Dresdner Stadtjubiläum 2006 unter der Leitung von Klaus-Dieter Lindeck, da das jährliche Stadtfest auch der Vorbereitung auf die 800-Jahr-Feier der Stadt Dresden im Jahr 2006 dienen sollte. Das von einer Agentur organisierte Fest der Sinnesfreuden wurde in dem Zusammenhang als „Generalprobe für das neue Stadtfest“ angesehen.
Das Stadtfest wurde zu Beginn jeweils hälftig von der Stadt Dresden und von Sponsoren (Hauptsponsoren Brauereien Feldschlößchen und Radeberger Exportbierbrauerei sowie die Ostsächsische Sparkasse Dresden) finanziert; bereits beim dritten Stadtfest kamen bei Gesamtkosten von 2,3 Millionen Mark nur noch 240.000 Mark aus dem städtischen Haushalt, während Sponsoren 1,3 Millionen Mark zum Fest beisteuerten. Im Jahr 2001 hatte sich der Beitrag aus dem städtischen Haushalt auf 130.000 Mark reduziert, bei Gesamtkosten von 2,3 Millionen Mark (1,2 Millionen Mark wurden aus Sachspenden und 1,1 Millionen Mark aus Geldspenden bestritten). Der Eintritt zum Stadtfest ist seit Beginn kostenfrei.

### Entwicklung ab 1998
Das erste Stadtfest wurde am 21. August 1998 auf dem Theaterplatz durch den Dresdner Oberbürgermeister Herbert Wagner eröffnet. Es folgte ein Konzert der erst 1997 gegründeten Dresdner Sinfoniker, die damit ihr zweites öffentliches Konzert gaben. Das erste Stück des Konzerts war dabei Olympic Fanfare And Theme von John Williams. Das zweite Stadtfest wurde erstmals in größerem Maß auch auf die Dresdner Innere Neustadt (u. a. Hauptstraße) ausgedehnt, was bis auf wenige baubedingte Ausnahmen seither beibehalten wurde. Besonderheiten waren die erstmalige Veranstaltung Gläsernes Regierungsviertel, bei der am Sonnabend ein Blick hinter die Kulissen der Sächsischen Staatskanzlei und acht Ministerien geworfen werden konnte, sowie die erste Baby-Parade, wobei der angestrebte Weltrekord von 500 Teilnehmern verfehlt wurde. Beide Veranstaltungen fanden auch in den Folgejahren statt.
Nach der Entscheidung im Jahr 2001, dass das Stadtfest auch nach der 800-Jahr-Feier im Jahr 2006 weitergeführt werden solle und der daraus resultierenden Umstrukturierung des bis dahin bestehenden Trägervereins in einen Förderverein und die Übernahme der Trägerschaft durch die Stadt, sollten zum Stadtfest 2002 erstmals das Haus der Kathedrale und das Kanzleigäßchen sowie die Stadtverwaltung selbst mit Veranstaltungen einbezogen werden. Unter anderem war eine Rathausbesichtigung mit Turmbesteigung geplant, insgesamt sollten Veranstaltungen in 19 Arealen und auf neun Bühnen stattfinden. Aufgrund des Elbehochwassers wurde das Stadtfest, das vom 23. bis 25. August 2002 angesetzt war, schließlich abgesagt.
Ab 2003 wurde das Stadtfest moderner und auf jüngere Zielgruppen ausgerichtet. Zunehmend ergänzten Auftritte junger Künstler, darunter Castingshowgewinner (u. a. 2004 Overground, Preluders und Martin Kesici) und in den Charts vertretene Gruppen, das Programm. Im Jubiläumsjahr 2006 anlässlich 800 Jahre Dresden fand das Stadtfest erstmals im Juli statt und dauerte statt drei insgesamt zehn Tage. Es wurden über 500 Programmpunkte angeboten. Die einzige kostenpflichtige Veranstaltung des Festes war die Hochhaussinfonie auf der Prager Straße, bei der die Dresdner Sinfoniker und die Pet Shop Boys unter der Leitung von Jonathan Stockhammer von Anwohnerbalkonen der Prager Straße aus den Stummfilm Panzerkreuzer Potemkin musikalisch begleiteten.
Die Organisation der Stadtfeste nach dem Jubiläumsjahr 2006 übernahm die Dresden-Werbung und Tourismus GmbH mit Unterstützung des seit 2003 umgebildeten früheren Trägervereins, nunmehr als Förderverein Dresdner Stadtfest e.V. Das Fest fand reduziert auf fünf Arealen (Elbufer, Theaterplatz, Goldener Reiter mit Hauptstraße, Schloßstraße, Schloßplatz) statt. Eine Neuheit des Fests, die seither beibehalten wurde, waren die sogenannten Goldenen Reitereien, bei denen verschiedene, vor allem unsubventionierte Theater und Kabaretts Ausschnitte aus aktuellen Bühnenprogrammen präsentierten. Sowohl 2007 als auch 2008 wurde der Dresdner Fürstenzug durch kostümierte Darsteller nachgestellt, die als Lebendiger Fürstenzug durch die Innenstadt zogen. Erstmals war der Lebendige Fürstenzug im Rahmen des Stadtjubiläums 2006 zu sehen gewesen.

### Neuausrichtung 2011
Immer wieder wurde das Stadtfest als austauschbar, ohne Bezug zur Stadt und „Fressfest“ kritisiert. Im Jahr 2010 wurden daher unter dem Motto „Kunst und Genuss an der Elbe“ Kulturinstitutionen wie die Semperoper und die Staatlichen Kunstsammlungen Dresden mit am Fest beteiligt und der Fokus stärker auf künstlerische Darbietungen gelegt. Zuständig für die Organisation war die Dresden Marketing GmbH. Für die kommenden drei Jahre wurde das Stadtfest mit dem Ziel ausgeschrieben, dass die Organisation zukünftig aus der Privatwirtschaft kommt, wobei die Regie durch die DMG als Kontrollorgan der Stadt erfolgen sollte. Es wurde zudem festgelegt, dass das Stadtfest immer ein Oberthema haben sollte, das sich als roter Faden durch alle Veranstaltungsformate zieht. Die Ausschreibung für die Stadtfeste 2011 bis 2013 gewannen Konzertveranstalter Bernd Aust und Agenturchef Frank Schröder, die für die Durchführung die Dresdner Stadtfest GmbH gründeten. Geschäftsführer der Gesellschaft wurde Klaus-Dieter Lindeck, der bereits die ersten Stadtfeste organisiert hatte. Das Budget für das Fest betrug jeweils 500.000 Euro, wobei weniger als 10 Prozent der Summe von der Stadt Dresden kam. Der städtische Zuschuss wurde schließlich im Konzessionsvertrag mit den Veranstaltern auf 50.000 Euro festgelegt. Die Dresdner Stadtfest GmbH erhielt auch in den Folgeverhandlungen den Zuschlag für die Durchführung des Stadtfests.
Um das Dresdner Stadtfest aus einer „Reihe der Beliebigkeit“ anderer Stadtfeste herauszuheben, wurde 2013 durch die Veranstalter Bernd Aust und Frank Schröder festgelegt, dass es zukünftig den Namen Canaletto tragen sollte, wobei Das Dresdner Stadtfest als feststehende Unterzeile mitgeführt wurde. Gründe für die Namenswahl waren dabei die „Bekanntheit des Malers Bernardo Bellotto, genannt Canaletto, und seines gleichnamigen Gemäldes, das den Blick auf die historische Stadtkulisse zeigt“ sowie der Namensklang gewesen. Der Name Canaletto solle „unverwechselbar für Dresden stehen und dem Image als Kulturstadt gerecht werden“.
Aufgrund der Covid-19-Pandemie wurde das Stadtfest 2020 zunächst auf Oktober (um den Tag der Deutschen Einheit) verschoben und schließlich Ende Juli 2020 ganz abgesagt. Es war damit nach der Absage 2002 aufgrund des Elbehochwassers das zweite Stadtfest, das nicht stattfand. Im Folgejahr fand das Stadtfest erstmals nicht im August, sondern im Oktober rund um den Tag der Deutschen Einheit statt. Das Fest wurde dabei auf Basis der geltenden Corona-Pandemie-Bedingungen mit Zulassungsbeschränkungen vor den Bühnen durchgeführt. Erst 2022 fand das Stadtfest wieder ohne Einschränkungen statt. Im Jahr 2023 wurde mit 650.000 Personen vor Ort ein neuer Besucherrekord aufgestellt.
Die Bundeswehr war 2024 wie in den Vorjahren im Rahmen der sogenannten „Blaulichtmeile“ vor Ort, auf der unter anderem auch Polizei und Feuerwehr vertreten sind. Ausgerichtet wird die Blaulichtmeile durch den Sächsischen Landtag. Gezeigt wurden unter anderem der Radpanzer GTK Boxer sowie ein kleiner Teil des Flugabwehrraketensystem MIM-104 Patriot. Linke-Fraktionschef André Schollbach kritisierte dies unter anderem mit Hinblick auf den Russisch-Ukrainischen Krieg als „auf einer auf Familien ausgerichteten Veranstaltung unpassend“. Eine gleichlautende Stellungnahme des Ökumenischen Informationszentrums unter dem Titel Krieg ist kein Volksfest! wurden unter anderem von Christian Behr und Superintendent Albrecht Nollau unterstützt. Eine Mitte August 2024 gestartete Petition unter dem Titel Kein Kriegsgerät zum Dresdner Stadtfest!, die forderte, „dass im Zusammenhang mit dem Dresdner Stadtfest künftig kein Kriegsgerät mehr zur Schau gestellt wird“, erhielt über 1500 Unterschriften. Anfang September 2024 brachte Die Linke im Dresdner Stadtrat einen Antrag ein, der die Zurschaustellung militärischer Waffen, inklusive kleiner Feuerwaffen, auf dem Stadtfest ablehnt und zukünftig unterbinden soll. Über den Antrag soll bis Ende 2024 entschieden werden.

## Übersicht
| Nr. | Datum                                                       | Besucherzahl                                                | Neuerungen, Künstler und Besonderheiten |
| --- | ----------------------------------------------------------- | ----------------------------------------------------------- | --- |
| 1   | 21.–23. August 1998                                         | 240.000                                                     | Festslogan „Dresdner Stadtfest, Feiern in Elbflorenz!“, sieben Themenbereiche: Klassik (Theaterplatz, u. a. Auftritte Dresdner Philharmonie, Dresdner Sinfoniker, Elbland Philharmonie [Johann-Strauß-Konzert] und Staatsoperette Dresden); Historie, Tradition (u. a. Stallhof, Fürstenzug und Schloßplatz), Kunst (Kunstmeile auf der Brühlschen Terrasse), Sport (Altmarkt), Show/Musik (Neumarkt und Königsufer) sowie sächsische Gemütlichkeit; Kinderfest auf der Elbwiese an der Augustusbrücke, Augustusbrücke als „autofreie Erlebnisbrücke“ für Kleinkunst, Präsentation von Feuerwehr, Polizei und DRK am Kulturpalast; gesamt rund 110 Beiträge in 12 Arealen; sechs Orchester und 24 Bands spielten auf sechs Bühnen; parallel fand am Terrassenufer das 3. Dampfschiff-Fest statt |
| 2   | 20.–22. August 1999                                         | 390.000                                                     | Einbezug der Neustädter Seite mit Kinderfest am Goldenen Reiter, Western-Garten am Blockhaus und Kunstmeile Königstraße, Ausdehnung Sportareal vom Altmarkt bis Kulturpalast, Kunstmeile von Augustusbrücke bis zur Semperoper; gesamt 8 Bühnen, 330 Beiträge in 15 Arealen, erstmals Veranstaltung „Gläsernes Regierungsviertel“ mit Besuchsmöglichkeit der Ministerien, Baby-Parade, 4. Internationaler Graffitiwettbewerb des ABC-Jugendclubs vor dem Kulturpalast, Sprung-Schau der Wasserspringer (u. a. Jan Hempel, Heiko Meyer, Ute Wetzig, Anke Piper, Annika Walter) sowie Damen- und Herren-Finale im Beach-Volleyball (Sachsen-Masters) auf dem Altmarkt |
| 3   | 18.–20. August 2000                                         | 470.000                                                     | Motto „Zwischen Hightech und Barock“, Eröffnung erstmals auf dem Schloßplatz; Dresdner Vereine auf der Galeriestraße, gesamt 400 Aktionen, u. a. Baby-Parade, Konzerte der Neuen Elblandphilharmonie (Sinfonische Kapriolen, moderiert von Tom Pauls), Staatsoperette Dresden, Thomas Stelzer Trio u. a. auf dem Theaterplatz, Rolf Zuckowski am Terrassenufer; Finale der Sachsenmeisterschaft im Beachvolleyball auf dem Altmarkt, Drachenfest an den Elbwiesen, erstmals seit Baubeginn war am 19. und 20. August der Kirchraum der Frauenkirche für Besucher geöffnet; gesamt 10 Bühnen, 390 Beiträge in 14 Arealen |
| 4   | 17.–19. August 2001                                         | 530.000                                                     | Erstes Stadtfest außerhalb der Schulferienzeit, Eröffnung auf dem Schlossplatz durch Ingolf Roßberg; neues Areal (Piazza) zwischen Schlossplatz und Taschenberghotel, Knirpsenstadt am Goldenen Reiter; Auftritte u. a. von Kreuzchor, Kapellknaben, der Komödie und dem Heinrich-Schütz-Konservatorium auf dem Theaterplatz, Finale der Sachsenmeisterschaften der Beachvolleyballer auf dem Altmarkt; 560 Beiträge in 17 Arealen |
| –   | 2002 fiel das Stadtfest aufgrund des Elbehochwassers aus.   | 2002 fiel das Stadtfest aufgrund des Elbehochwassers aus.   | 2002 fiel das Stadtfest aufgrund des Elbehochwassers aus. |
| 5   | 22.–24. August 2003                                         | über 500.000                                                | Stadtfestmotto „Danke Deutschland – ein Jahr nach der Flut“, nach 1999 erstmals wieder Eröffnung auf dem Theaterplatz; Deutschlandpremiere des Musicals Rock me Amadeus – Falco forever auf dem Theaterplatz; Auftritte u. a. von Mr. President, In-Grid, Nonets, Thomas Stelzer, Guildo Horn Bell, Book & Candle, Silbermond; neue Programmpunkte „Der Rathausmann lässt bitten“ sowie „Kirche mittendrin“, Dixieland am Dr.-Külz-Ring/Eingang Altmarktgalerie („Dixie-City“), im Rahmen des Gläsernen Regierungsviertels erstmals Präsentation des wenige Tage zuvor gefundenen Adonis von Zschernitz |
| 6   | 20.–22. August 2004                                         | über 500.000                                                | Motto „Der Rathausmann lässt bitten“, Eröffnung vor dem Kulturpalast; Abnahme des Goldenen Rathausmanns vor der Restaurierung als Auftakt des Stadtfests; historischer Jahrmarkt mit 100-jährigem Riesenrad und Dampfkarussell (Altmarkt), Sport auf dem Antonsplatz und Königsufer, u. a. Sachsenmeisterschaften im Beach-Volleyball (Antonsplatz) und Schneepiste (Königsufer); Auftritte u. a. von Olaf Schubert (Festtagsansprache), der Kelly Family, Ten Tenors, Zwinger-Trio, Preluders, Overground, Martin Kesici, Purple Schulz, Lift; Gläsernes Regierungsviertel und Bürger-Café im Rathaus, im Rathaus erstmals Präsentation der Goldenen Bücher der Stadt; neues Areal „Von der Droschke zum Phaeton“ der Gläsernen Manufaktur (Königstraße), Nova-Pop-Festival mit lokalen Bands im Bärenzwinger; Einweihung Countdown-Uhr von A. Lange & Söhne zum Stadtjubiläum 2006 auf der Schloßstraße |
| 7   | 19.–21. August 2005                                         | fast 500.000                                                | Stadtfest als Generalprobe für 800-Jahr-Feier der Stadt; Motto des Stadtfests „Dresden feiert feste“, Eröffnung auf dem Altmarkt, Eröffnungskonzert Classic meets Cuba der Klazz Brothers auf dem Theaterplatz, Auftritte u. a. von Heinz-Rudolf Kunze, Klaus Renft Combo, Rednex, Blue Lagoon, Hermes House Band, Lutricia McNeal, Hans Werner Olm; Nacht des deutschen Schlagers mit Mary Roos, Michael Heck und Olaf Berger; Babyparade und Schneerodelbahn, Beachvolleyball mit Sachsenmeisterschaft auf dem Palaisplatz; Deutschlands größtes Riesenrad am Hotel Bellevue, gesamt 578 Programmpunkte in 21 Arealen und auf zehn Bühnen; das stets parallel zum Stadtfest stattfindende Dampfschiff-Fest am Terrassenufer wurde abgesagt, die traditionelle Dampferparade fand jedoch statt |
| 8   | 14.–23. Juli 2006                                           | über 1.000.000                                              | Jubiläumsstadtfest anlässlich 800 Jahre Dresden; Eröffnung auf dem Theaterplatz durch Bürgermeister Lutz Vogel, über 500 Veranstaltungen; Auftritte u. a. von electra, Lift, Stern-Combo Meißen, Guildo Horn, Lou Bega, Edson Cordeiro, Die Prinzen, Straßentheatergruppe Plasticiens Volants (Inszenierung Moon); Augustus’ Brückenspiele auf der Augustusbrücke mit Straßenkünstlern; Fest der Kulturen mit Gruppen aus 31 Ländern (am Kulturpalast), Inszenierung Leben am Fluss mit über 100 Musikern, Tänzern und Bildenden Künstlern an der Elbe vor dem Blockhaus, Winzerstraße vom Terrassenufer bis zur Vogelwiese; Gläsernes Regierungsviertel und Offenes Rathaus, Ausfall von Babyparade und Dampfschiff-Fest |
| 9   | 17.–19. August 2007                                         | 420.000                                                     | Eröffnung auf dem Theaterplatz durch amtierenden Oberbürgermeister Lutz Vogel, Lebendiger Fürstenzug, barocke Erlebniswelt auf dem Schloßplatz, Käsemarkt auf Hauptstraße; Auftritte u. a. von Tobias Regner, Liquido, Ich+Ich, Berluc, Engerling, André Sarrasani (Auszug aus Trocadero-Show); Goldene Reitereien (Neustädter Markt) mit Programmausschnitten kleinerer Theater, u. a. Kabarett Breschke & Schuch, Komödie Dresden, Mimenbühne, Carte Blanche |
| 10  | 15.–17. August 2008                                         | 300.000                                                     | Eröffnung auf dem Theaterplatz durch Helma Orosz, „persönliche Festansprache“ durch Olaf Schubert; Auftritte u. a. von Renft, Sydney Youngblood, Fools Garden, Mëdlz, P-lot, Christian Petru, Olaf Böhme und Rainer König; Künstlermeile auf der Brühlschen Terrasse, Lebendiger Fürstenzug, Castingshow DSDTS – Dresden sucht den Travestie Star von Carte Blanche, barocke Erlebniswelt mit Hochzeitswettstreit (Schloßplatz), 1. Dresdner Entencup parallel zum Stadtfest; insgesamt 19 Schauplätze und vier Bühnen |
| 11  | 14.–16. August 2009                                         | 420.000                                                     | Auftritte u. a. von Revolverheld, Eisblume, Meg Pfeiffer, Silly, electra und Neue Elbland Philharmonie (electra Klassik mit dem Programm zum 40. Bandjubiläum), Tom Quaas und Rainer König (Ausschnitte aus Faust ohne Worte); 3. Dresdner Käsemarkt auf der Hauptstraße, Benefiz-Bar des Fördervereins Dresdner Stadtfest e.V. mit Getränkezapfen für einen guten Zweck; insgesamt rund 300 Programmpunkte und 150 Aktionen auf fünf Bühnen in 17 Arealen |
| 12  | 20.–22. August 2010                                         | 470.000                                                     | Motto „Kunst und Genuss an der Elbe“, enge Zusammenarbeit mit Staatlichen Kunstsammlungen Dresden und Semperoper, Eröffnung auf dem Theaterplatz mit Helma Orosz und Ulrike Hessler, Orientalisches Fest am Taschenbergpalais anlässlich der Eröffnung der Türckischen Cammer, Königsufer und Schloßstraße als Kunstflaniermeile, Genussinsel auf dem Neumarkt; Auftritte u. a. von Bell, Book & Candle, Stefanie Heinzmann, Ray Wilson, Miss Platnum, Pe Werner; gesamt 15 Areale und fünf Bühnen |
| 13  | 19.–21. August 2011                                         | über 500.000                                                | Motto „Bewegung und Begegnung an der Elbe“, Mittelalterlager am Königsufer, Sport auf dem Altmarkt (u. a. mit Autogrammstunde der Volleyballerinnen des DSC und der Dresden Monarchs), Weindorf auf dem Neumarkt, Illumination am Georgentor durch Markos Aristides Kern, Sommereisbahn am Taschenbergpalais, Drewag-Areal unterhalb des Augustusgartens unter dem Motto „… hier geht der Strom ab“; Auftritte u. a. von Cassandra Steen, Bosse, Stern-Combo Meißen, IC Falkenberg, Veronika Fischer; erstmals seit 2005 wieder Babyparade; gesamt 15 Areale und vier Bühnen |
| 14  | 17.–19. August 2012                                         | 550.000                                                     | Motto „Kunst trifft Wissenschaft“, Auftritt von 14 Sängern der Internationalen Meistersinger Akademie als Vorsingen für einen Platz im Jungen Ensemble der Semperoper, u. a. Konzerte von Sebastian Hackel, Rany (per Publikumsvoting), Jenix, Keimzeit, Die Rockys, Dominik Büchele, Dresdner Philharmonie, Auftritt von Konrad Stöckel, Schlagernacht auf dem Altmarkt, u. a. mit Ina-Maria Federowski, Antony und Olaf Berger; Babyparade, sieben Bühnen und 14 Aktionsflächen |
| 15  | 16.–18. August 2013                                         | über 550.000                                                | Motto „Canaletto trifft Wagner“, Auftritte u. a. von Lukas Graham, den Puhdys, Max Mutzke, Lift; Eröffnungskonzert der Dresdner Philharmonie, mit einer Spielzeit von 53,82 Sekunden für den Hummelflug gelang dem Solotubisten der Dresdner Philharmonie Jörg Wachsmuth ein Weltrekord auf der Riesentuba; insgesamt sieben Bühnen und 13 Areale |
| 16  | 15.–17. August 2014                                         | 550.000                                                     | erstes Stadtfest unter dem Namen Canaletto, Motto „Aufregend romantisch“, Eröffnung durch Oberbürgermeisterin Helma Orosz, Auftritte u. a. von Frida Gold, Ella Endlich, Ute Freudenberg, Medlz, Elaiza, Nick Howard, Karussell, Stern Combo Meissen, electra klassik (erste Open-Air-Aufführung der Rock-Suite Die Sixtinische Madonna, mit der Elbland Philharmonie Sachsen und dem Chor Hoyerswerda vor rund 25.000 Besuchern auf dem Theaterplatz), Beachvolleyball mit dem Turnier Dresden Beach Masters auf dem Altmarkt, Sparkassen-Babyparade unter der Schirmherrschaft von Kerstin Tzscherlich, am Sonntag früh erstmals ökumenischer Stadtfest-Gottesdienst, Gläsernes Regierungsviertel am 16. August; mehr als 1000 Teilnehmer auf 13 Arealen und 8 Bühnen |
| 17  | 14.–16. August 2015                                         | 500.000                                                     | Motto „Umwerfend anders“, Eröffnung durch designierten Oberbürgermeister Dirk Hilbert, Ausfall des 10. DLRG-Fackelschwimmens und der Dampferparade aufgrund des Niedrigwassers der Elbe, Karibikfläche in der Chiaverigasse, „Viazza“ mit vegetarischen und veganen Speisen zwischen Hotel Kempinski und Schloßstraße, Street-Food-Court auf dem Jorge-Gomondai-Platz, Eröffnungskonzert durch die Dresdner Philharmonie, Auftritte u. a. von Johannes Oerding, Mia, Keimzeit Petra Zieger, Olaf Berger; 15 Areale und 9 Bühnen |
| 18  | 19.–21. August 2016                                         | 500.000                                                     | Motto „Gemeinsam feiern“, Kreuzgang (Festumzug) am 21. August anlässlich 800 Jahre Kreuzkirche, Kreuzchor und Kreuzgymnasium; 10. Sparkassen-Babyparade; Eröffnungskonzert durch den Dresdner Kreuzchor, Auftritte u. a. von Philipp Dittberner, Albert Hammond, Nevio Passaro, Yellow Umbrella, Michael Wendler, Karussell; 14 Areale und 9 Bühnen |
| 19  | 18.–20. August 2017                                         | über 500.000                                                | Motto „Dresden. Neues entdecken“, Fest aufgrund der Bauarbeiten Augustusbrücke nur auf Altstädter Elbseite, daher Einbeziehung Altstädter Elbufer; Sparkassen-Babyparade unter der Schirmherrschaft von Pascal Testroet; Auftritte u. a. von City, Stereoact, Max Giesinger, Laith Al-Deen, Eskei83; 15 Areale und 9 Bühnen |
| 20  | 17.–19. August 2018                                         | über 500.000                                                | Motto „Lebendige Traditionen“, City Skyliner auf dem Postplatz, Babyparade unter der Schirmherrschaft von Karl Schulze, Auftritte u. a. von Lea, Lotte, electra, Rockhaus, Petra Zieger, Glasperlenspiel, Versengold, Anna-Carina Woitschack, Joey Heindle, Abschlusskonzert der Dresdner Philharmonie und Michael Sanderling; 15 Areale und 9 Bühnen |
| 21  | 16.–18. August 2019                                         | 500.000                                                     | Motto erneut „Lebendige Traditionen“, Riesenrad Wheel of Vision auf dem Postplatz, erstmals Handwerkermeile am Terrassenufer, Babyparade unter der Schirmherrschaft von Alexander Waibl, Auftritte u. a. von Alexa Feser, dArtagnan, Gestört aber geil, IC Falkenberg, Peter Meyer, Benne, Joris; 15 Areale und 9 Bühnen |
| –   | 2020 fiel das Stadtfest aufgrund der COVID-19-Pandemie aus. | 2020 fiel das Stadtfest aufgrund der COVID-19-Pandemie aus. | 2020 fiel das Stadtfest aufgrund der COVID-19-Pandemie aus. |
| 22  | 1.–3. Oktober 2021                                          | 350.000                                                     | Motto „Dresden feiert“, Stadtfest unter Beachtung der Corona-Regeln, darunter Bühnenbegrenzungen (999 Personen vor kleinen Bühnen, max. 5000 Besucher auf dem Theaterplatz mit Durchsetzung der 3G-Regelung), Auftritte von vor allem regionalen Band und Persönlichkeiten, u. a. von Purple Disco Machine, Gestört aber geil, Gunther Emmerlich, Pankow, Mini-Ausgabe des Dixieland-Festivals auf dem Altmarkt; sieben Bühnen und 150 Programmpunkte |
| 23  | 19.–21. August 2022                                         | 400.000                                                     | Motto erneut „Dresden feiert!“, Stadtfest erstmals seit 2016 wieder auf beiden Seiten der Elbe, erstmals Verzicht auf Höhenfeuerwerk als Abschluss des Stadtfests aufgrund der herrschenden Waldbrandstufe 5, Spendensammlung zur Revitalisierung des Nationalparks Sächsische Schweiz nach Großbrand, 5. Tag der offenen Tür im Sächsischen Landtag, 2. Handwerkermeile am Terrassenufer, Auftritte u. a. von Silly (mit Julia Neigel und AnNa R.), Frank Schöbel (im Rahmen des Stücks Frank Schöbel Story des Boulevardtheater Dresden), Joel Brandenstein, Tom Gregory, Mia, MC Fitti, Eskei83, Kamrad, Luna, Mayberg; 18 Areale und 8 Bühnen |
| 24  | 18.–20. August 2023                                         | 650.000                                                     | Motto „Dresden genießt“, Drohnen-Laser-Show statt Feuerwerk, Eröffnungskonzert Fado! mit der Dresdner Philharmonie und Sara Correia, Auftritte u. a. von Letzte Instanz, Loi, Glockenbach, ClockClock, Álvaro Soler, Rockhaus, Juli, Bruckner, Florian Künstler, Gestört aber geil; 15 Areale und 9 Bühnen |
| 25  | 16.–18. August 2024                                         | ca. 500.000                                                 | Eröffnung auf dem Theaterplatz durch Oberbürgermeister Dirk Hilbert, Auftritte u. a. von der Dresdner Philharmonie und dem Kreuzchor, AnNa R., The Disco Boys, O’Bros, Uta Bresan, Björn Martins, Myller, Lift, Kaffkiez, HE/RO; Absage des Höhenfeuerwerks aufgrund starken Unwetters am Sonntag; rund 1500 Künstler auf 10 Bühnen |

## Parallelveranstaltungen

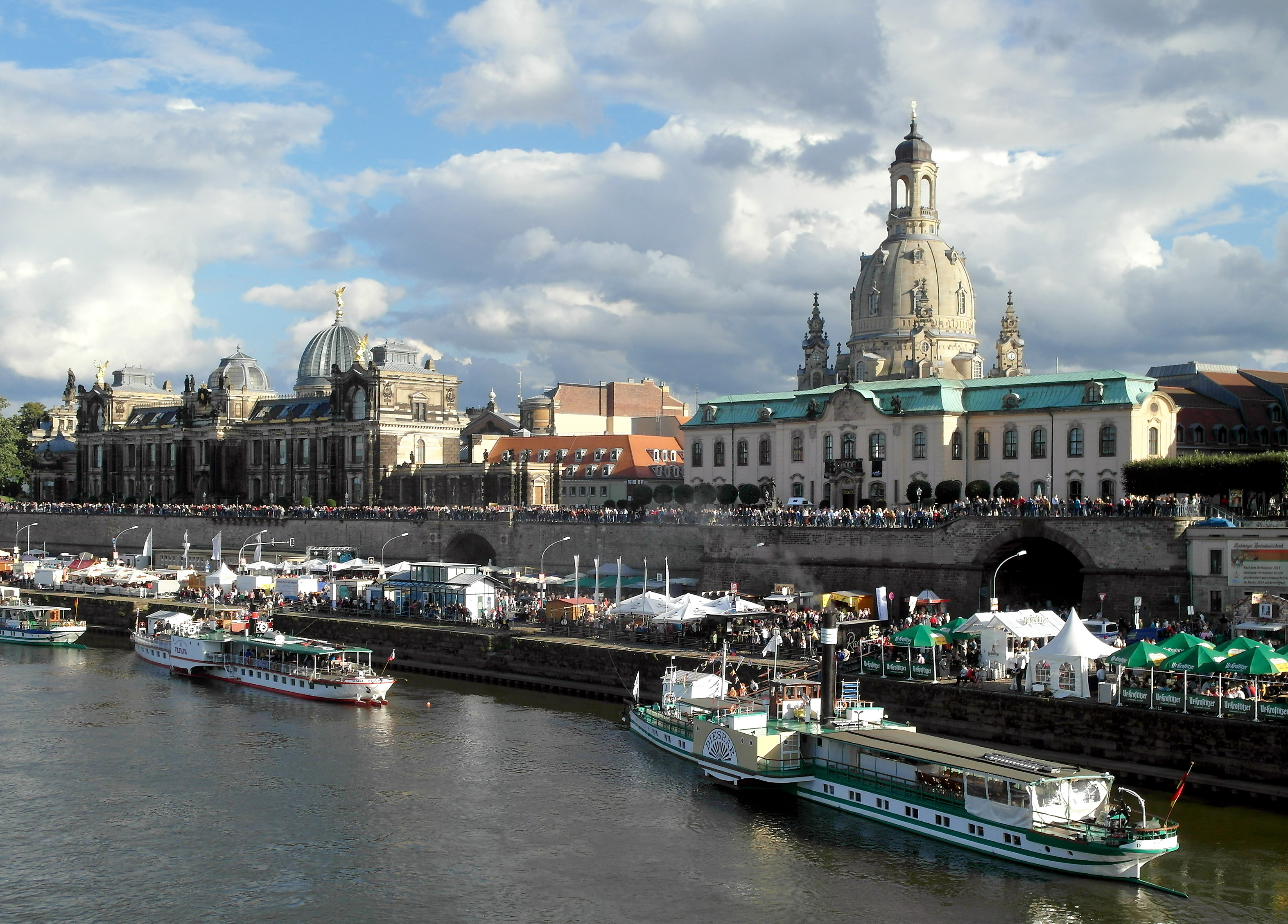
Dampfschiff-Fest am Terrassenufer 2014

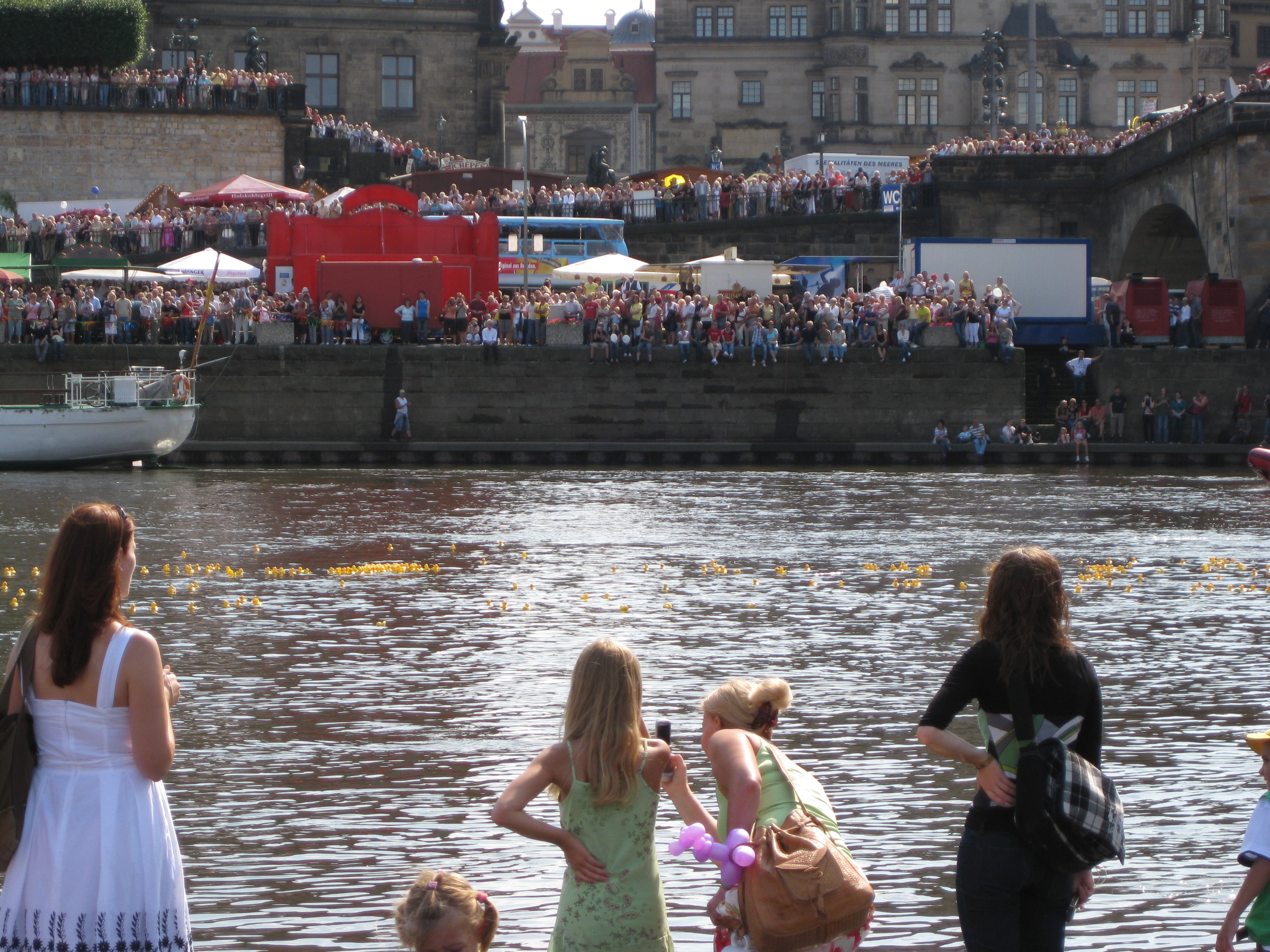
1. Dresdner Entencup 2008

Während des Dresdner Stadtfests finden weitere Veranstaltungen auf dem Festgelände statt. Bereits seit 1996 wird Ende August das dreitägige Dampfschiff-Fest begangen, wobei es sich beim ersten Dampfschiff-Fest um die 160-Jahr-Feier der Sächsischen Dampfschiffahrt handelte. Das Stadtfest findet seit 1998 stets parallel zum Dampfschiff-Fest am Terrassenufer statt. Beim Dampfschiff-Fest selbst handelt sich um eine Kooperation der Sächsischen Dampfschifffahrt und des Verkehrsmuseums Dresden. Teil der Veranstaltung ist die traditionelle Dampferparade der Weißen Flotte.
Seit 2008 gibt es im Rahmen des Dresdner Stadtfestes den Dresdner Entencup der Dresdner Lions Clubs, bei dem zwischen Carola- und Augustusbrücke Tausende Gummienten für ein Wettschwimmen in die Elbe gelassen werden, wobei die Siegerenten Preise erhalten. Der Erlös aus dem Verkauf der Enten kommt einem guten Zweck zugute.
Im Jahr 2017 fand als Begleitveranstaltung des Stadtfestes erstmals der TK Dresden Rowing Cup auf der Elbe statt, der auch in den Folgejahren durchgeführt wurde.